# Alba-la-Romaine

Alba-la-Romaine este o comună în departamentul Ardèche din sud-estul Franței. În 1 ianuarie 2022 avea o populație de 1.538 de locuitori.